# Загідулліна Аделіна Рустемівна
Аделіна Рустемівна Загідулліна (рос. Аделина Рустемовна Загидуллина; нар. 13 січня 1993 року) — російська фехтувальниця на рапірах, олімпійська чемпіонка 2020 року, чемпіонка світу та Європи.

## Виступи на Олімпіадах
| Олімпіада  | Дисципліна           | Місце |
| ---------- | -------------------- | ----- |
| Токіо 2020 | індивідуальна рапіра | 10    |
| Токіо 2020 | командна рапіра      | 1     |